# Сальвуччи, Антонелла
Антонелла Сальвуччи (итал. Antonella Salvucci; род. 18 декабря 1981) — итальянская актриса театра и кино, телеведущая.

## Биография
Родилась 18 декабря 1981 года в Чивитавеккья.
Первый успех пришел Антонелле за исполнение ролей в успешных итальянских сериалах. Затем она сыграла несколько главных ролей, также работала в ролях второго плана. Сыграв в триллере «Midway, between life and death» режиссёра Джона Реала, некоторое время сотрудничала с ним. Антонелла работала в некоторых американских фильмах, снятых в Италии.
Также она является журналистом и телеведущей: в течение многих лет она ведет телешоу Ciak si gira, посвященное миру кино, где представлены, в частности, интервью с самыми известными международными актёрами и режиссёрами. На телеканале Rai 2 вела программу под названием New Stars at Night, посвященную новым итальянским талантам. На Rai 3 представляла премию Flaiano Award, посвященную литературе, кино и телевидению.
В декабре 2020 года была удостоена международной премии Vincenzo Crocitti International.

## Фильмография
Названия на итальянском языке:
| - Il giuoco dei sensi (2001) - Apri gli occhi e sogna (2002) - Crazy Blood (2003) - Cappuccetto rosso sangue (2003) - L’educazione sentimentale di Eugénie (2005) - The Torturer (2005) - L’amico di famiglia (2006) - Il punto rosso (2006) - La rabbia (2008) - Night of the Sinner (2009) | - 5 (Cinque) (2011) - Bloody Sin (2011) - Young Europe (2011) - Bellerofonte (2011) - Tulpa — Perdizioni mortali (2012) - Midway — Tra la vita e la morte (2013) - Milano in the Cage (2015) - The Voice and the Diva (2015) - Il carillon (2016) - The American Connection (2016) |